# Stanisław Witczak (naukowiec)
Stanisław Witczak (ur. 29 sierpnia 1953 r. w Krakowie) – polski profesor nauk technicznych, doktor habilitowany inżynier mechaniki chemicznej, budowy i eksploatacji maszyn, specjalizujący się w aparaturze procesowej, inżynierii chemicznej i procesowej, modelowaniu procesów cieplno-przepływowych, wymianie ciepła, chłodnictwie oraz inżynierii i ochronie środowiska; nauczyciel akademicki związany z Politechniką Opolską.

## Życiorys
Urodził się w 1953 roku w Krakowie. Po ukończeniu szkoły średniej podjął studia na Wydziale Mechanicznym Wyższej Szkoły Inżynieryjnej w Opolu, które ukończył w 1978 dyplomami magistra inżyniera mechaniki o specjalności maszyny i urządzenia
przemysłu chemicznego i spożywczego. Bezpośrednio po ukończeniu studiów rozpoczął prace na macierzystej uczelni w Zakład Techniki
Cieplnej i Aparatury Chemicznej, a następnie Katedrze Techniki Cieplnej i Aparatury Przemysłowej. Niedługo potem rozpoczął studia doktoranckie na Politechnice Wrocławskiej, które ukończył w 1985 roku, uzyskując stopień naukowy doktora nauk technicznych. W 1998 roku Rada Wydziału Inżynierii Środowiska i Energetyki Politechniki Śląskiej w Gliwicach nadała mu stopień doktora habilitowanego na podstawie rozprawy nt. Półempiryczny model procesów cieplno-przepływowych przy wrzeniu amoniaku w rurach, a w roku 2015 uzyskał tytuł profesora.
Na Politechnice Opolskiej pełnił szereg funkcji organizacyjnych. Od 1995 roku jest kierownikiem Katedry Inżynierii Procesowej. W latach 1999–2002 był prodziekanem do spraw naukowych Wydziału Mechanicznego, a następnie do 2005 roku prorektorem do spraw dydaktycznych i studenckich.
Jest członkiem Sekcji Termodynamiki Komitetu Termodynamiki i Spalania Polskiej Akademii nauk oraz Podsekcji Przepływów Wielofazowych Komitetu Mechaniki PAN w Gdańsku. Za swoją działalność dydaktyczno-naukową otrzymał liczne nagrody rektora WSI (Politechniki Opolskiej), Srebrny Krzyż Zasługi oraz Medal Komisji Edukacji Narodowej.

## Działalność naukowa
Głównym kierunkiem jego działalności naukowej są badania związane z modelowaniem i wykorzystaniem w inżynierii oraz aparaturze procesowej zjawisk występujących przy przepływie mieszanin wielofazowych. W roku 2002 jego opublikowany dorobek naukowy obejmował 125 pozycji, a w tym 2 monografie, 57 artykułów, 63 referaty i 3 skrypty. Do roku 2017 wypromował 8 doktorów.